# Kanittha Tissa
Kanittha Tissa fou rei d'Anuradhapura (Sri Lanka) del 165 al 193; fou germà petit i successor de Bhatika Tissa.
El seu regnat va durar 28 anys i gran part dels seus ingressos els va dedicar a erigir pirivenes (escoles) als vihares de la capital i rodalia. Satisfet amb l'actuació d'un sacerdot anomenat Mahanaga, el rei va construir pel seu ús el Ratanapasada al Abhayagiri Vihara. Dotze espaiosos i magnífics edificis quadrats foren erigits al Maha Vihara. Una part de la paret circular del temple, construïda al regnat anterior, fou enderrocada per construir una carretera que anava entre el temple i el Dakkina Vihara. Una sala de donatius fou construïda als jardins Mahainega.
En el seu regne va construir set vihares noves i uposathes a tres vihares (Kelaniya, Mandalagiri i Dubbalavapitissa).
A la seva mort el va succeir el seu fill Cula Naga (Chulanagra o Khujjanaga).